# Lerista orientalis
Espèce
Synonymes
- Miculia orientalis De Vis, 1889

Lerista orientalis est une espèce de sauriens de la famille des Scincidae.

## Répartition
Cette espèce est endémique d'Australie. Elle se rencontre dans le Territoire du Nord et au Queensland.

## Publication originale
- De Vis, 1889 : Characters of a naked-eyed skink apparently new. Proceedings of the Royal Society of Queensland, vol. 5, p. 160-161.